# Luiza Marcińczyk
Luiza Marcińczyk (ur. 17 grudnia 1864 w Piszu, zm. 31 grudnia 1963 w Szczytnie), mazurska pieśniarka ludowa.
Pochodziła z rodziny rolniczej, była córką Fryderyka i Karoliny. Została wychowana w atmosferze miłości do kultury polskiej; przyczyniła się do utrzymania polskości na Mazurach, wykonywała pieśni polskie na licznych uroczystościach wiejskich. Cieszyła się popularnością. Po II wojnie światowej osiadła w Szczytnie. Wykonywała wówczas pieśni dla oddziału Państwowego Instytutu Sztuki i Polskiego Radia w Olsztynie. Teksty jej pieśni ukazały się w opracowaniu Maryny Okęckiej-Bromkowej i Władysława Gębika.
W 1955 otrzymała Złoty Krzyż Zasługi.